# 青山铺镇
青山铺镇位于湖南省长沙县西北部，地处长沙县、汨罗市二县交汇处。地缘上，青山铺镇西北部与汨罗市弼时镇接壤，东北部与福临镇为邻，东南部与路口镇交界，西南部与安沙镇相连，全镇总面积47平方公里，总人口18,244人（2000年人口普查）；辖7个行政村、1个社区；政府驻青山铺社区。

## 历史
今青山铺镇在1995年长沙地区撤区并乡镇之前属福临区广福乡地域，撤区并乡镇后广福乡改为青山铺镇，直属县政府。2004年村级区划调整，调整之前为12个村、2个社区，分别为赛头村、天华村、青田村、青山村、青洪村、黄谷村、广福村、金盆村、金山桥村、梅数村、早耕村和田家垅村，2个社区；区划调整后为7个村、1个社区。

## 区划
- 1个社区：青山铺社区；
- 7个村：赛头村、天华村、青山村、黄鹄村、洪河村、梅数村和广福村。